# Kyle Pryor
Kyle Pryor es un actor inglés conocido por haber interpretado a Alex Puddle en la película Cuz y a Nate Cooper en la serie Home and Away.

## Biografía
Es hijo de Sally y Dave Pryor, nació en Inglaterra pero en 2006 se mudó a Nueva Zelanda.[cita requerida]
Durante una entrevista en 2014 Kyle reveló que había perdido a una hermana menor debido a la espina bífida.
Salió con la directora Julia-Rose O’Connor por tres años, en enero de 2017 la pareja anunció que se habían comprometido, sin embargo la relación finalizó más tarde.
Desde 2019 sale con la actriz Anna Passey.

## Carrera
En 2007 apareció en el video musical "Love in a Fallout Shelter" - Battle Circus y un año después en "Human Error" - The Datsuns.
En 2010 apareció como invitado en las series Legend of the Seeker como el espíritu encarnado de Walter y en Spartacus: Blood and Sand donde interpretó a Marcus, un esclavo que termina siendo comprado junto con Spartacus por Quintus Lentulus Batiatus (John Hannah) para su ludus con la esperanza de convertirlos en unos dignos gladiadores, Marcus termina siendo asesinado por Barca (Antonio Te Maioho) durante un enfrentamiento.
En 2011 apareció como invitado en la tercera temporada de la serie Go Girls donde interpretó a Shane, el primo de Kevin (Jay Ryan).
En 2013 apareció como personaje invitado en varios episodios de la serie The Blue Rose donde interpretó a Anton.
El 26 de septiembre del mismo año se unió al elenco principal de la popular serie australiana Home and Away donde interpretó al nuevo doctor Nathaniel "Nate" Cooper, hasta el 5 de junio de 2017 después de que su personaje se mudara a Sídney luego de obtener un trabajo con CareFlight.
En diciembre de 2015 apareció en el especial Home and Away: An Eye for An Eye donde interpretó nuevamente a Nate Cooper. Kyle aparecerá en el nuevo especial de la serie Home and Away: Revenge, el cual será estrenado el 19 de diciembre del mismo año. Así como en el tercer especial titulado Home and Away: All or Nothing, el cual será estrenado el 26 de enero de 2017.
El 8 de agosto del 2018 se unió al elenco principal de la serie británica Hollyoaks donde dio vida a Laurie Shelby, hasta el 8 de agosto del 2019, después de que su personaje colapsara y muriera, luego de golpearse la cabeza durante una persecución con la policía.

## Filmografía

### Series de televisión
| Año         | Serie                     | Personaje       | Notas                                             |
| ----------- | ------------------------- | --------------- | ------------------------------------------------- |
| 2018 - 2019 | Hollyoaks                 | Laurie Shelby   | 78 episodios                                      |
| 2013 - 2017 | Home and Away             | Dr. Nate Cooper | 408 episodios                                     |
| 2013        | The Blue Rose             | Anton           | 4 episodios                                       |
| 2012        | Nothing Trivial           | Saul            | episodio "Who Is the Patron Saint of Motherhood?" |
| 2012        | Auckland Daze             | Kyle            | 2 episodios                                       |
| 2011        | Go Girls                  | Shane           | 2 episodios                                       |
| 2010        | This Is Not My Life       | Guardia         | -                                                 |
| 2010        | Legend of the Seeker      | Walter          | episodio "Walter"                                 |
| 2010        | Spartacus: Blood and Sand | Marcus          | episodio "Sacramentum Gladiatorum"                |
| 2007        | Power Rangers Jungle Fury | Rin Shi         | -                                                 |

### Películas
| Año  | Título                           | Personaje       | Notas                                                                                                  |
| ---- | -------------------------------- | --------------- | --- |
| 2017 | Home and Away: All or Nothing    | Dr. Nate Cooper | junto a Nicholas Westaway, Dan Ewing, Diarmid Heidenreich, George Mason, Lisa Gormley y Samantha Jade  |
| 2016 | Home and Away: Revenge           | Dr. Nate Cooper | junto a Dan Ewing, Diarmid Heidenreich, Lisa Gormley, George Mason, Nicholas Westaway y Alea O'Shea    |
| 2015 | Home and Away: An Eye for An Eye | Dr. Nate Cooper | junto a Dan Ewing, Diarmid Heidenreich, Bonnie Sveen, Lisa Gormley, Isabella Giovinazzo y George Mason |
| 2013 | White Lies                       | Soldado         | junto a Whirimako Black, Rachel House, Antonia Prebble, Nancy Brunning y Kohuorangi Ta Whara           |
| 2011 | The Fall Guys                    | Max             | junto a Daniel Beeching, Zoe Cramond, Michael Lowe, Matt MacDougall y Ryan O'Kane                      |
| 2011 | 48 hour Film Festival            | Rob             | corto                                                                                                  |
| 2009 | Cuz                              | Alex Puddle     | corto                                                                                                  |
| 2007 | The Warriors Way                 | Hellrider       | - |
| 2007 | Denial                           | -               | corto                                                                                                  |

### Acróbata
| Año  | Título                         | Notas       |
| ---- | ------------------------------ | ----------- |
| 2010 | The Warrior's Way              | -           |
| 2009 | Underworld: Rise of the Lycans | -           |
| 2008 | Power Rangers Jungle Fury      | 2 episodios |

### Teatro
| Año  | Obra                    | Personaje | Director (a) | Notas                                                               |
| ---- | ----------------------- | --------- | ------------ | ------------------------------------------------------------------- |
| 2011 | The Obituaries          | Eros      | Michael Lowe | -                                                                   |
| 2011 | The Primary Motivations | Stuart    | Simon Ward   | junto a Shoshana McCallum, Elizabeth McMenamin y Samantha Donaldson |

## Premios y nominaciones
| Año  | Categoría                      | Premio         | Corto | Resultado |
| ---- | ------------------------------ | -------------- | ----- | --------- |
| 2009 | Most Extraordinary Performance | National Award | Cuz   | Ganador   |